# Heterospathe sibuyanensis
Heterospathe sibuyanensis är en enhjärtbladig växtart som beskrevs av Odoardo Beccari. Heterospathe sibuyanensis ingår i släktet Heterospathe och familjen Arecaceae. Inga underarter finns listade i Catalogue of Life.